# Club Deportivo Brihuega Fútbol Sala
El Club Deportivo Brihuega Fútbol Sala, conocido por motivos de patrocinio como Azulejos y Pavimentos Brihuega, es un equipo de fútbol sala de la localidad de Brihuega (Guadalajara, España). Actualmente juega en la Segunda División.